# Список великих магистров Мальтийского ордена
Мальтийский орден, или Орден госпитальеров, или Орден иоаннитов, официальное полное название — Суверенный военный гостеприимный орден Святого Иоанна, Иерусалима, Родоса и Мальты.
Орден вырос из религиозно-благотворительного братства, которое было создано примерно в 1048—1050 годах при госпитале (гостеприимном доме) Святого Иоанна Милостивого в Иерусалиме. Официальной датой создания Ордена следует считать 15 февраля 1113 года, когда Папа Пасхалий II принял госпиталь Иоанна под покровительство Святого Престола. При этом небесным патроном Ордена стал Иоанн Креститель.
Окончательное формирование Ордена произошло в 1120 году, когда по смерти Жерара Тена — основателя Ордена — ректором был избран Раймон де Пюи. Он превратил братство в военный монашеский орден и был наречён магистром (начальником, наставником) Ордена Святого Иоанна. Магистр Гуго де Ревель в 1267 г. получил от папы Климента IV титул «великого магистра».
Орден несколько раз менял своё местоположение:
- 1113—1291 — на Святой Земле
- 1291—1308 — на Кипре
- 1308—1522 — на Родосе
- 1523—1530 — в Италии
- 1530—1798 — на Мальте
- 1798—1803 — в Санкт-Петербурге

В настоящее время резиденция Ордена находится в Риме в Мальтийском дворце.

### Список правителей Ордена
1. Жерар Тен (1050/1096—1120) Ректор
2. Раймонд де Пюи (1120—1158/1160) Магистр
3. Оже де Бальбен (1158/1160—1162/1163) Магистр
4. Арно де Комп (Arnaud de Comps; 1162—1163) Магистр
5. Жильбер д’Эссайи (Gilbert d’Aissailly; 1163—1169/1170) Магистр
6. Гастон де Мюроль (Gaston de Murols; 1170—1172), Магистр
7. Жильбер Сирийский (1172—1177) Магистр
8. Роже де Мулен (1177—1187) Магистр
9. Эрмангар д’Асп (Hermangard d’Asp; 1188—1190) Магистр
10. Гарнье де Наплуз (1189/1190—1192) Магистр
11. Жоффруа де Донжон (1193—1202) Магистр
12. Афонсу Португальский (1203—1206) Магистр
13. Жоффруа ле Ра (Geoffroy le Rat; 1206—1207) Магистр
14. Гарен де Монтегю (Garin de Montaigu; 1207—1227/1228) Магистр
15. Бертран де Тесси (Bertrand de Thessy; 1228—1231) Магистр
16. Герен (1231—1236) Магистр
17. Бертран де Комп (Bertrand de Comps; 1236—1239/1240) Магистр
18. Пьер де Вьель-Брид (Pierre de Vielle-Bride; 1239/1240—1242) Магистр
19. Гийом де Шатонёф (Guillaume de Chateauneuf; 1242—1258) Магистр
20. Гуго (Гюг, Юг) де Ревель (Hugues de Revel; 1258—1277) Магистр
21. Никола Лорнь (Nicolas Lorgne; 1277/1278—1284) Магистр
22. Жан де Вилье (Jean de Villiers; 1284/1285—1294) Магистр
23. Одон де Пен (Odon de Pins; 1294—1296) Магистр
24. Гийом де Вилларе (Guillaume de Villaret; 1296—1305) Магистр
25. Фульк де Вилларе (Foulques de Villaret; 1305—1319) Магистр
26. Элион де Вильнёв (Helion de Villeneuve; 1319—1346) Магистр
27. Дьедонне де Гозон (1346—1353) Магистр
28. Пьер де Корнейан (Pierre de Corneillan; 1353—1355) Магистр
29. Роже де Пен (Roger de Pins; 1355—1365) Магистр
30. Раймон Беранже (Raymond Berenger; 1365—1374) Магистр
31. Робер де Жюльяк (Robert de Juliac; 1374—1376) Магистр
32. Хуан Фернандес де Эредиа (Jean Fernandez de Heredia; 1376—1396) Магистр
  - Риккардо Караччоло (Riccardo Caracciolo) — «антимагистр» в 1383—1395
  - Бартоломео Карафа делла Спина (Bartolomeo Carafa della Spina) — «антимагистр» в 1395—1405
33. Филибер де Найак (Philibert de Naillac; 1396—1421) Магистр
34. Антонио Флювиан де ла Ривьер (Antonio Fluvian de la Rivière; 1421—1437) Магистр
35. Жан де Ластик (Jean de Lastic; 1437—1454) Магистр
36. Жак де Мийи (Милли) (Jacques de Milly; 1454—1461) Магистр
37. Пьеро Раймондо Дзакоста (Piero Raimondo Zacosta; 1461—1467) Магистр
38. Джованни Баттиста Орсини (Giovanni Battista Orsini; 1467—1476) Магистр
39. Пьер д’Обюссон (1476—1503) Великий магистр
40. Эмери д’Амбуаз (Emery d’Amboise; 1503—1512) Великий магистр
41. Ги де Бланшфор (Guy de Blanchefort; 1512—1513) Великий магистр
42. Фабрицио дель Карретто (Fabrizio del Carretto; 1513—1521) Великий магистр
43. Филипп де Вилье де л’Иль-Адам (1521—1534), Великий магистр
44. Пьеро де Понте (Piero de Ponte; 1534—1535), Великий магистр
45. Дидье де Сен-Жай (Didier de Saint-Jaille; 1535—1536), Великий магистр
46. Хуан де Омедес (Jean de Homedes; 1536—1553), Великий магистр
47. Клод де ла Сангль (Claude de la Sengle; 1553—1557), Великий магистр
48. Жан Паризо де ла Валетт (1557—1568), Великий магистр
49. Пьетро дель Монте (Pietro del Monte; Pierre de Monte; 1568—1572) Великий магистр
50. Жан л’Эвек де ла Касьер (Jean de la Cassière; 1572—1581) Великий магистр
51. Матюрен Ромегас (1577—1581), лейтенант и (1581) и. о. Великого магистра
52. Гуго де Лубенс Вердала (Hugues Loubenx de Verdala; 1581—1595) Великий магистр
53. Мартин Гарсес (1595—1601) Великий магистр
54. Алоф де Виньякур (1601—1622) Великий магистр
55. Луиш Мендеш де Вашконселуш (1622—1623) Великий магистр
56. Антуан де Поль (Antoine de Paule; 1623—1636) Великий магистр
57. Жан (Хуан) де Ласкарис-Кастеллар (Juan de Lascaris-Castellar; 1636—1657) Великий магистр
58. Мартин де Редин (Martin de Redin; 1657—1660) Великий магистр
59. Анне де Клермон-Жессан (Annet de Clermont-Gessant; 1660) Великий магистр
60. Рафаэль Котонер (Raphael Cotoner; 1660—1663) Великий магистр
61. Никола́с Котонер (Nicolas Cotoner; 1663—1680) Великий магистр
62. Грегорио Карафа (Gregorio Carafa; 1680—1690) Великий магистр
63. Адриан де Виньякур (Adrien de Wignacourt; 1690—1697) Великий магистр
64. Раймундо де Перельос-и-Роккафуль (Raimundo Rabasa de Perellós y Rocafull; 1697—1720) Великий магистр
65. Марк-Антонио Дзондадари (Marc-Antonio Zondadari; 1720—1722) Великий магистр
66. Антониу Мануэл де Вильена (Antonio Manoel de Vilhena; 1722—1736) Великий магистр
67. Раймон Депюи (Raymond Despuig; 1736—1741) Великий магистр
68. Мануэль Пинто де Фонсека (1741—1773) Великий магистр
69. Франсиско Хименес де Техада (Francisco Ximenes de Texada; 1773—1775) Великий магистр
70. Эмманюэль де Роан-Польдюк (де Роган-Польдюк) (1775—1797) Великий магистр
71. Фердинанд фон Гомпеш (1797—1802, низложен в 1798 г.) Великий магистр
72. Император Павел I (декабрь 1798—март 1801) Великий магистр (de facto)
  - Император Александр I (1801—1803) протектор Ордена
  - Николай Иванович Салтыков (1801—1803) поручик Великого магистра
73. Джованни Баттиста Томмази (Giovanni Battista Tommasi; 1803—1805) Великий магистр
  - Иннико Мария Гевара-Суардо (Innico Maria Guevara-Suardo; 1805—1814) лейтенант Великого магистерства
  - Андре Ди Джованни (André Di Giovanni; 1814—1821) лейтенант Великого магистерства
  - Антуан Бюска (Antoine Busca; 1821—1834) лейтенант Великого магистерства
  - Карло Кандида (Carlo Candida; 1834—1845) лейтенант Великого магистерства
  - Филиппе ди Коллоредо-Мельс (Philippe di Colloredo-Mels; 1845—1864) лейтенант Великого магистерства
  - Алессандро Борджиа (Alessandro Borgia; 1865—1871) лейтенант Великого магистерства
74. Джованни Баттиста Чески а Санта Кроче (Giovanni Battista Ceschi a Santa Croce; 1871—1879 лейтенант Великого магистерства; 1879—1905), Великий магистр
75. Галеаццо фон Тун унд Гогенштейн (Galeazzo von Thun und Hohenstein; 1905—1931) 75-й Великий магистр
  - Пий Франки ди Кавальери (Pio Franchi di Cavalieri; 1929—1931) лейтенант Великого магистра (во время болезни Галеаццо фон Тун унд Гогенштейна)
76. Лудовико Киджи делла Ровере Альбани (1931—1951) 76-й Великий магистр
  - Антуан Эрколани Фава Симонетти (Antoine Hercolani Fava Simonetti; 1951—1955) и. о. лейтенанта Великого магистра
  - Эрнесто Патерно Кастелло ди Каркачи (Ernesto Paternò Castello di Carcaci; 1955—1962) лейтенант Великого магистра
77. Анджело де Мохана ди Колонья (1962—1988) 77-й Великий магистр
  - Жан Шарль Паллавичини (Jean Charles Pallavicini; январь—апрель 1988) и. о. лейтенанта Великого магистра
78. Андрю Уиллоби Ниниан Берти (апрель 1988—февраль 2008) 78-й Великий магистр
  - Джакомо далла Торре (Giacomo Dalla Torre del Tempio di Sanguinetto; февраль—март 2008) лейтенант Великого магистра
79. Мэтью Фестинг (март 2008—январь 2017) 79-й Великий магистр
  - Людвиг Хоффманн фон Румерштайн (январь—апрель 2017) и. о. лейтенанта Великого магистра
80. Джакомо далла Торре (2017—2018 лейтенант Великого магистра), (май 2018—апрель 2020) 80-й Великий магистр
  - Руй Гонсалу ду Валле Пейшоту де Виллаш Боаш (апрель—ноябрь 2020) и. о. лейтенанта великого магистра
  - Марко Луццаго (8 ноября 2020—7 июня 2022) лейтенант Великого магистра
  - Руй Гонсалу ду Валле Пейшоту де Виллаш Боаш (7 июня—13 июня 2022) и. о. лейтенанта великого магистра
81. Джон Данлап (июнь 2022—май 2023 лейтенант Великого магистра), (с мая 2023) 81-й Великий магистр